# Chelonus ponderosae
Chelonus ponderosae är en stekelart som beskrevs av Mccomb 1968. Chelonus ponderosae ingår i släktet Chelonus och familjen bracksteklar. Inga underarter finns listade i Catalogue of Life.